# János Pilinszky

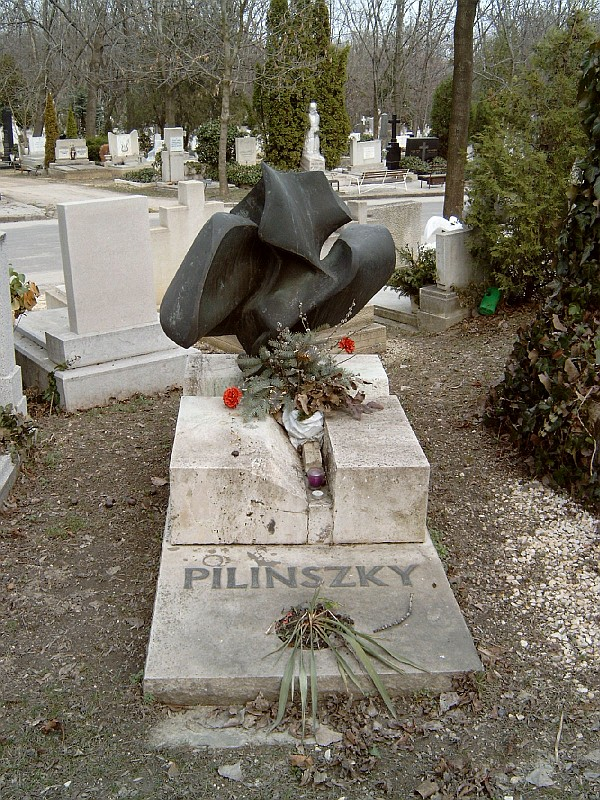
Grób Jánosa Pilinszky

János Pilinszky (ur. 25 listopada 1921 w Budapeszcie, zm. 27 maja 1981 tamże) – węgierski poeta.
W okresie II wojny światowej służył w armii węgierskiej. Od 1957 roku był współpracownikiem katolickiego tygodnika „Új Ember”. Nad jego twórczością literacką w znacznej mierze przebrzmiewa echo doświadczeń czasów wojny – upodlenie człowieka, zanik wartości. W swojej poezji ukazywał w sensie metafizycznym dramat ludzkiego istnienia.

## Wybrane tomiki wierszy
- Trapéz és korlát (1946)
- Harmadnapon (1959)
- Szálkák (1972)
- Kráter (1976)